# Lessons in Love (album)
Pour les articles homonymes, voir Lessons in Love.

Lessons in Love est le troisième album de Lloyd.

## Pistes
| #  | Song                                                                            | Producer(s)                        | Time |
| -- | ------------------------------------------------------------------------------- | ---------------------------------- | ---- |
| 1  | "Sex Education"                                                                 | Big Reese and Jasper Cameron       | 3:37 |
| 2  | "Girls Around the World" featuring Lil Wayne                                    | Big Reese and Jasper               | 3:50 |
| 3  | "Treat U Good"                                                                  | Eric Hudson                        | 4:08 |
| 4  | "Year of the Lover"                                                             | Eric Hudson (written by Rico Love) | 4:07 |
| 5  | "I Can Change Your Life"                                                        | Oak                                | 3:29 |
| 6  | "Lose Your Love"                                                                | Big Reese and Jasper               | 4:05 |
| 7  | "Have My Baby"                                                                  | Big Reese and Jasper               | 4:16 |
| 8  | "Love Making 101"                                                               | Eric Hudson                        | 4:04 |
| 9  | "Party All Over Your Body"                                                      | Polow da Don                       | 3:46 |
| 10 | "Touched by an Angel"                                                           | Big Reese and Jasper               | 4:10 |
| 11 | "I'm Wit It"                                                                    | J Lack                             | 3:05 |
| 12 | "Heart Attack"                                                                  | Adonis "The Phenom"                | 3:24 |
| 13 | "How We Do It (Around My Way)" featuring Ludacris (UK and Wal-Mart bonus track) | Baby Boy and Superkidd             | 3:42 |
| 14 | "How We Do It (In the UK)" featuring Sway (UK bonus track)                      | Baby Boy and Superkidd             | 3:42 |
| 15 | "A Day in the Life" (Wal-Mart bonus track)                                      |                                    | 4:20 |
| 16 | "If He Knew" (Circuit City/Japanese bonus track)                                | Big Reese and Jasper Cameron       | 3:22 |
| 17 | "Love Spaceship" (iTunes Bonus Track)                                           |                                    | 4:13 |